# Biotecnología en México
La biotecnología se ha convertido en un campo de la ciencia de suma importancia para lograr el desarrollo científico y tecnológico de este país. México ha sido partícipe de la «revolución biotecnológica» y actualmente es una nación capaz de adquirir compromisos en este ámbito. Además, con una población de alrededor de 122.3 millones y un previsto crecimiento de 122.9 millones para el 2050, México afronta el reto de proveer a su población con servicios y bienes para una vida digna y, para ello, la biotecnología es una de las herramientas más poderosas con las que cuenta para contender contra muchos de estos retos nacionales.
Se define entonces a la biotecnología moderna como una ciencia integral cuya base es el conocimiento vinculado entre varias disciplinas tales como la biología molecular, la microbiología, la inmunología, la bioquímica, la genética, la bioinformática, la biología de sistemas y la biología sintética la cual permite el estudio, manipulación y utilización de los sistemas biológicos como microbios, plantas y animales para la producción de bienes y servicios. A pesar de que México posee un sistema de investigación científica de calidad y relativamente grande (en términos del tamaño de la investigación básica), esta se concentra principalmente en el sector público y pocas veces los investigadores de las universidades tienen relaciones con la industria. Sin embargo, de acuerdo con el Dr. Francisco Bolívar Zapata, bioquímico mexicano galardonado por la invención y el diseño de plásmidos sintéticos, México cuenta con un gran capital para desarrollar la biotecnología y transformarla en palanca para su crecimiento ya que desde años atrás, este país cuenta con tradiciones milenarias en el uso de productos naturales y de la biotecnología tradicional (como la fermentación), así como con una de las reservas más grandes e importantes para el mundo en términos de biodiversidad natural.
El papel de la biotecnología en México sigue creciendo y cada vez son más los investigadores que se suman a esta rama de la ciencia. Según el Sistema Nacional de Investigadores (SNI) el 50 % de los investigadores mexicanos son parte de investigaciones relacionadas con biotecnología y, de acuerdo con el Instituto Nacional de Estadística y Geografía (INEGI) en su encuesta sobre Investigación y Desarrollo Tecnológico, en 2011 más de 480 empresas en el sector productivo establecidas en el país estuvieron directamente involucradas con alguna actividad tecnológicamente. En México, aun cuando es considerada como un área de estudio relativamente nueva, la biotecnología ya ha adquirido una tradición importante logrando incorporar un número cada vez mayor de investigadores y estudiantes interesados.

Más aún, en los últimos años se han incrementado los desarrollos biotecnológicos que cuentan con registro y comercialización. Una de las grandes tareas de los biotecnólogos mexicanos ha consistido en divulgar sus investigaciones en foros públicos, con la intención de que los conocimientos generados por ellos sean transmitidos de una manera accesible a la población general.

## La biotecnología
La biotecnología, en un sentido amplio, se puede puntualizar como la aplicación de organismos, componentes o sistemas biológicos para la obtención de bienes y servicios. Esto supone, que «hacer biotecnología» no es algo nuevo para los seres humanos: desde hace miles de años la humanidad ha venido realizando dicha actividad de un modo empírico, claramente en sus inicios sin bases científicas, mediante la utilización de los procesos biológicos intrínsecos de plantas, animales y microorganismos para la obtención de productos como el pan y el vino. Como ejemplo se puede mencionar a Mesopotamia, civilización antigua comprendida entre los ríos Éufrates y Tigris (hoy Irak), que dominó desde hace 8000 años el arte de la preparación de la cerveza, proceso hoy en día industrial y facilitado por la fermentación de la cebada por medio de microorganismos denominados levaduras. Las tradiciones mexicanas no se quedan atrás, pues han sido clave para el entendimiento y desarrollo de lo que hoy se conoce y ejerce como biotecnología en este país. 

### La herbolaria

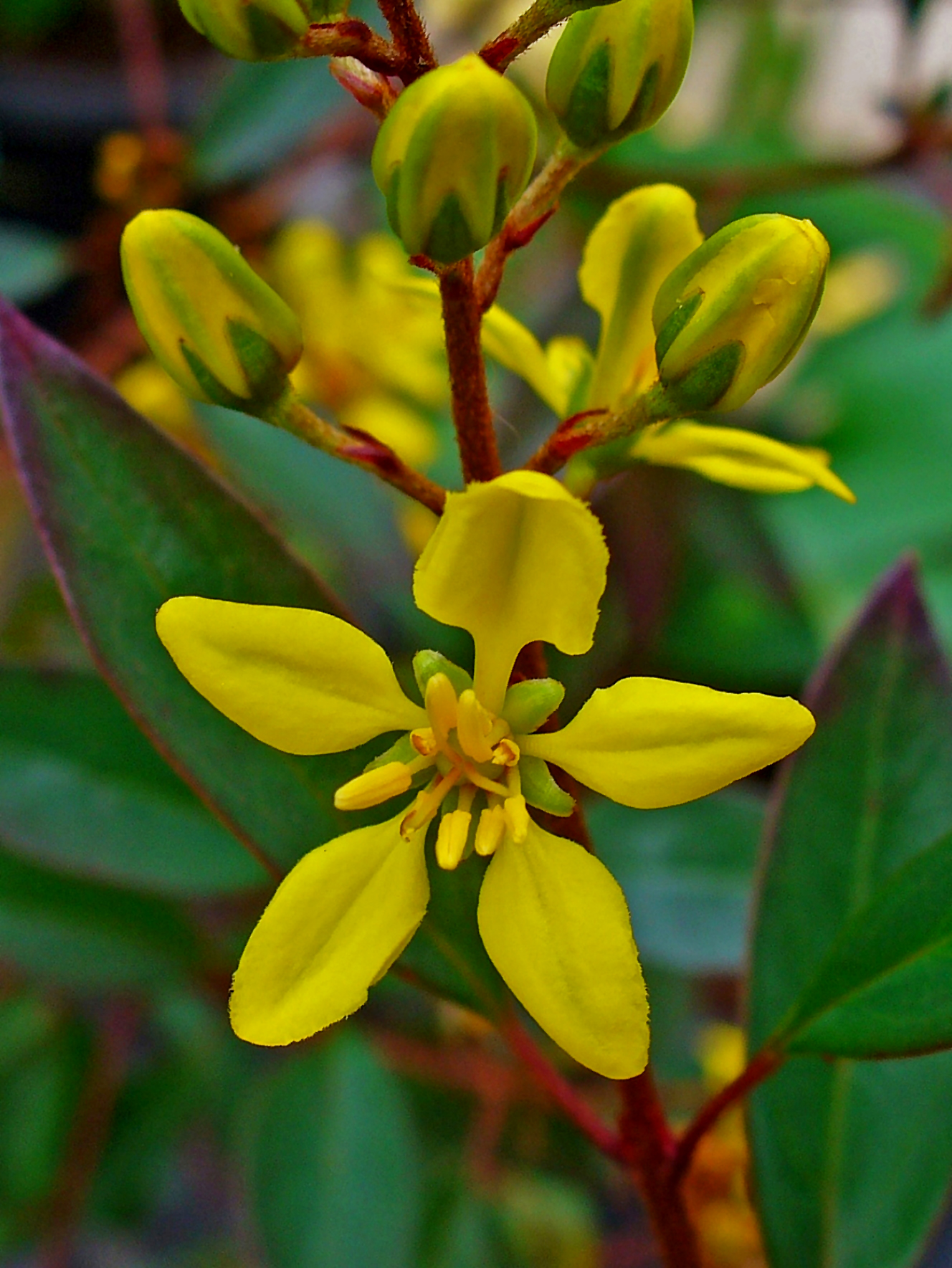
Planta Galphimia glauca de la cual se han aislado triterpenos con propiedades sedantes y ansiolíticas.

Además de que cuenta con una gran cantidad de flora medicinal, México es el cuarto país en poseer la mayor diversidad vegetal. La utilización de las plantas con fines medicinales es una tradición mexicana anterior a la invasión de los españoles y que, desde entonces, ha sido de suma importancia para combatir ciertas enfermedades y forma parte de los esquemas de salud del país. La herbolaria mexicana representa un elemento cultural valioso que no solo le da reconocimiento a México a nivel mundial, sino que también le da unicidad a la población mexicana, pues los indígenas de este país se han encargado de salvaguardar esta tradición durante siglos.
La información más completa sobre esta práctica milenaria se puede encontrar en el Códice Badiano, en latín Libellus de medicinalibus indorum herbis, escrito en 1552 por el médico xochimilca Martín de la Cruz. El códice, aparte de ilustrar los tipos de plantas medicinales, es una de las primeras muestras recaudación de biotecnología que, a pesar de no tener bases científicas, incluye fórmulas de aplicación, ingredientes y dosis para el tratamiento de diferentes enfermedades.
Aproximadamente el 30 % de los fármacos utilizados hoy en día provienen de plantas, esto debido al descubrimiento de nuevos principios activos de origen botánico. Por ejemplo, en el Centro de Investigación en Biotecnología en la Universidad Autónoma del Estado de Morelos, se ha realizado un profundo estudio de la planta mexicana Galphimia glauca en la cual se han encontrado triterpenos que presentan propiedades sedantes y ansiolíticas.

### Bebidas fermentadas

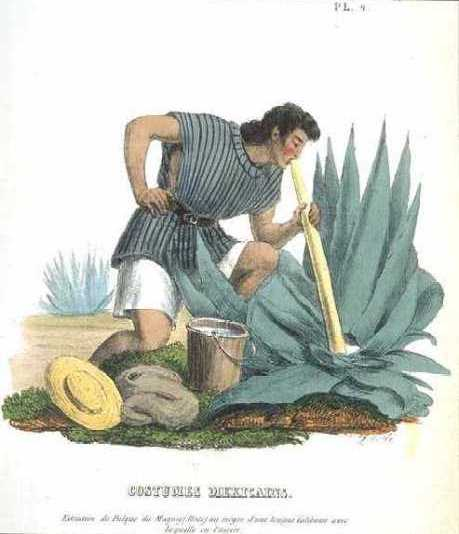
Un tlaquichero remueve aguamiel del corazón de un maguey. El aguamiel no es una bebida alcohólica, sin embargo, una vez que fermenta se convierte en pulque.

Las bebidas alcohólicas se agrupan en dos grandes categorías: bebidas fermentadas (vino, cerveza) y bebidas destiladas (tequila, whisky, ron, brandy). Las bebidas fermentadas son aquellas que se fabrican empleando solamente el proceso de «fermentación», el cual se origina mediante la transformación del azúcar presente en frutas en alcohol mediante el uso de microorganismos denominados levaduras. Las civilizaciones mexicanas antiguas no tenían conocimiento acerca de éstos microorganismos; sin embargo, hacían uso de la biotecnología de forma empírica, es decir, sin bases científicas. Fue así como se pudieron desarrollar bebidas fermentadas en el México antiguo como el pulque, el tepache, el vino, la cerveza y el rompope, entre otras. 
Al parecer, la primera bebida que se elaboró en México fue el octli o pulque, el cual se producía principalmente en lugares donde crecía el maguey, que es de donde se obtiene la savia, materia prima para elaborar este fermentado. Hoy en día se puede saber que éste se consumía por motivos religiosos y medicinales debido a la información que muestran ciertos códices y libres sobre la historia del México ancestral. Tradicionalmente se le asignaron propiedades medicinales, en especial para el tratamiento de trastornos gastrointestinales, pérdida del apetito, debilidad y ciertos padecimientos renales.

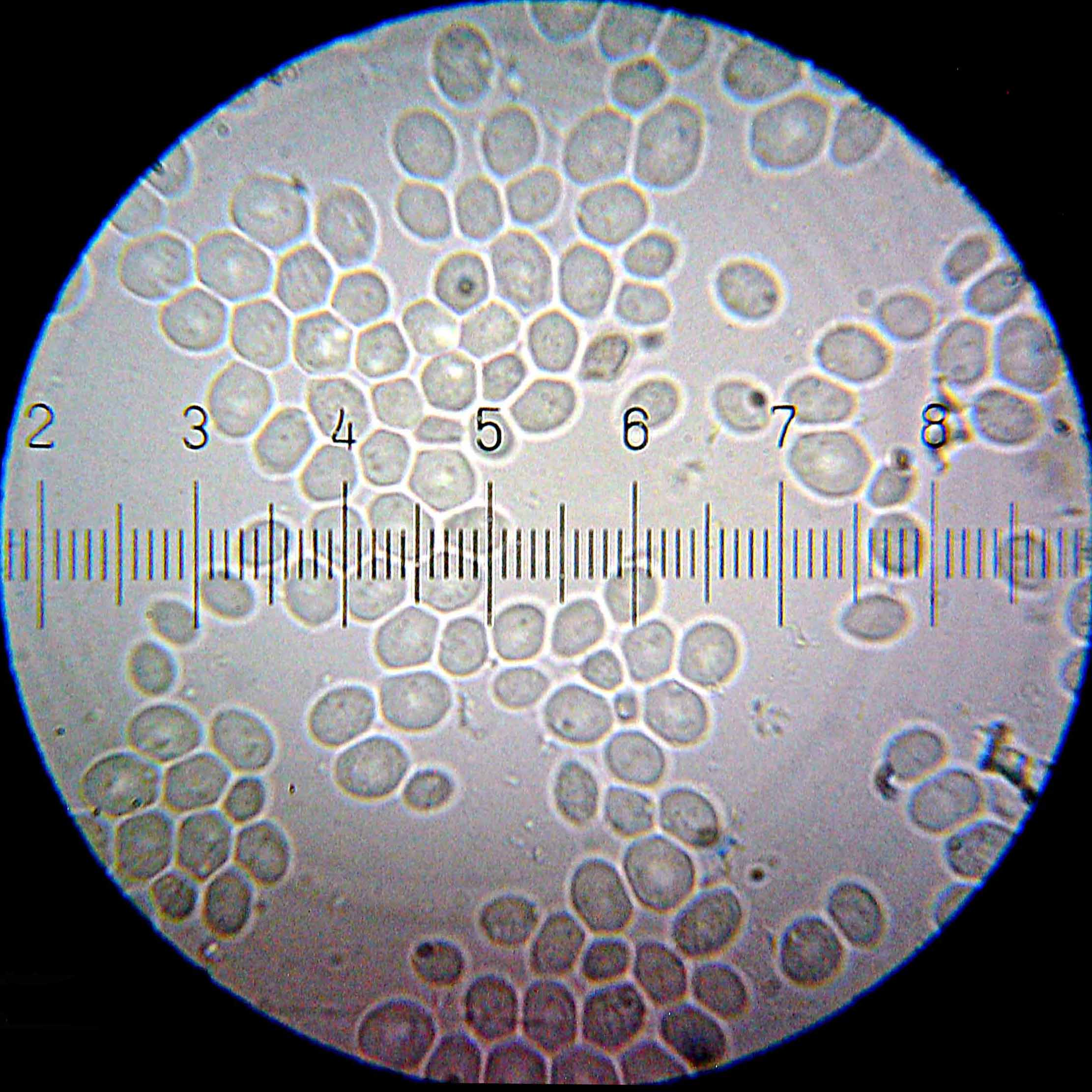
Levadura Saccharomyces cerevisiae bajo el microscopio.

Hoy, con los avances científicos disponibles y gracias a la biotecnología moderna, el proceso de la elaboración del pulque se ha refinado y gracias a varios estudios se han logrado aislar alrededor de quince microorganismos que intervienen en la fermentación de esta bebida; entre los más importantes se encuentran: Leuconostoc mesenteroides y Leuconostoc dextranicum, que son las bacterias encargadas de producir los dextranos, moléculas que le confieren la viscosidad al pulque, diversas especies de Lactobacillus que intervienen en la transformación de los azúcares en ácido láctico, así como la levadura Saccharomyces cerevisiae y la bacteria Zimomonas mobilis, responsables principales del contenido alcohólico que oscila entre 4 y 6 %.

## Áreas de la biotecnología

### Biotecnología roja
La biotecnología roja es el campo de la biotecnología que tiene que ver con la medicina. Ejemplos de actividades en este campo son: la obtención de vacunas y antibióticos, el desarrollo de nuevos fármacos, técnicas moleculares de diagnóstico, las terapias regenerativas y el desarrollo de la ingeniería genética para curar enfermedades a través de la manipulación genética, entre algunos otros.

#### Antivenenos

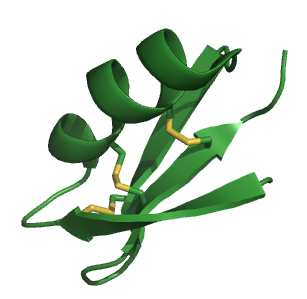
Estructura proteica del veneno Agitoxin de alacrán Leiurus quinquestriatus.

Debido a la gran incidencia de picaduras de animales ponzoñosos, la Secretaría de Salud estima que se generan 250 mil casos cada año en México, donde casi un 80 % son provocadas por alacranes. México alberga a 220 de las 1800 especies de alacranes que existen en el mundo, por lo que el país posee la mayor biodiversidad de este género. Por ello, México se ha convertido en uno de los principales productores de antiveneno a nivel mundial ya que la necesidad movió a la investigación y atrajo el capital.
Investigadores como Lourival Domingos Possani Postay y Alejandro Alagón Cano han dedicado gran parte de su trabajo a la investigación de toxinas y sus respectivos antivenenos. Empresas como el Instituto Bioclon utilizan la biotecnología para el desarrollo de dichos productos y financian múltiples investigaciones en para el desarrollo de nuevos antivenenos. Otra empresa mexicana fabricante de dichos productos es laboratorios Birmex.
En 1990, a partir de la unión de diferentes compañías que se desempeñaban en el ámbito farmacéutico y biológico, nació el Instituto Bioclon, cuyo mayor énfasis ha sido el de utilizar la biotecnología para resolver diferentes problemas de salud. La empresa es líder mundial en la fabricación, investigación y desarrollo de antivenenos. Incluso dos de sus fórmulas farmacológicas, fueron aprobadas en 2011 por la FDA y son los primeros medicamentos de origen latinoamericano en entrar al mercado de los Estados Unidos. La creación de dicho producto fue una relación de trabajo de un grupo de científicos de la Universidad Nacional Autónoma de México (UNAM) liderado por Alejandro Alagón y la empresa.
La mayoría de los venenos de origen biológico son cadenas peptídicas o proteicas, que pueden bloquear neurotransmisores como en el caso de algunas serpientes, o modificar y/o bloquear los canales iónicos membranales como lo hacen las toxinas de los alacranes. El modo de actuar de los antivenenos es a base de anticuerpos, los cuales se unen a los compuestos de los venenos neutralizando su efecto.
Los pasos que se pueden seguir en la elaboración de los anticuerpos son:
- Obtención del veneno y el aislamiento de las toxinas: En esta fase se busca el ejemplar para obtener el veneno. Su extracción varía dependiendo de la fuente. En el caso de las serpientes se provoca que el animal muerda una tela de nailon o plástico film transparente que recubre un recipiente. Con los alacranes se estimula con un electrodo la cola para así liberar el veneno que se recolecta. Una vez que se tiene el veneno se tiene que distinguir la estructura primaria de los mismos mediante un secuenciador de proteínas.[14]
- Generación de anticuerpos: Con una síntesis química del veneno se buscan aquellos epítopos para el desarrollo de anticuerpos monoclonales que neutralicen el veneno.[14][18]

#### Microalgas contra gastritis y úlceras

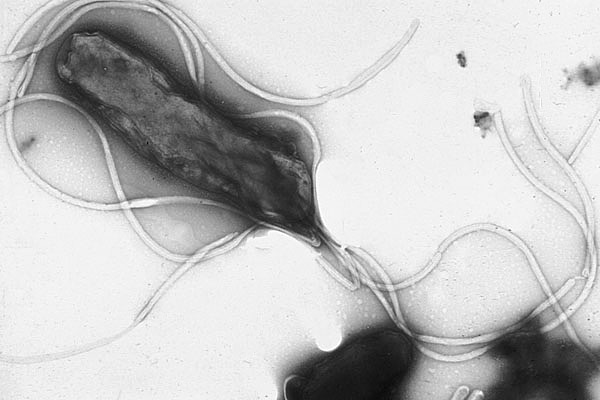
Bacteria Helicobater pylori.

Existen evidencias acerca de las propiedades nutrimentales y terapéuticas que ofrece el consumo de algunos productos alimenticios llamados «alimentos funcionales» o «nutracéuticos». Nutracéutico es el término que se obtiene al combinar las palabras «nutrición» y «farmacéutico»; así entonces, estos alimentos o parte de ellos pueden aportar efectos beneficiosos sobre la salud. 

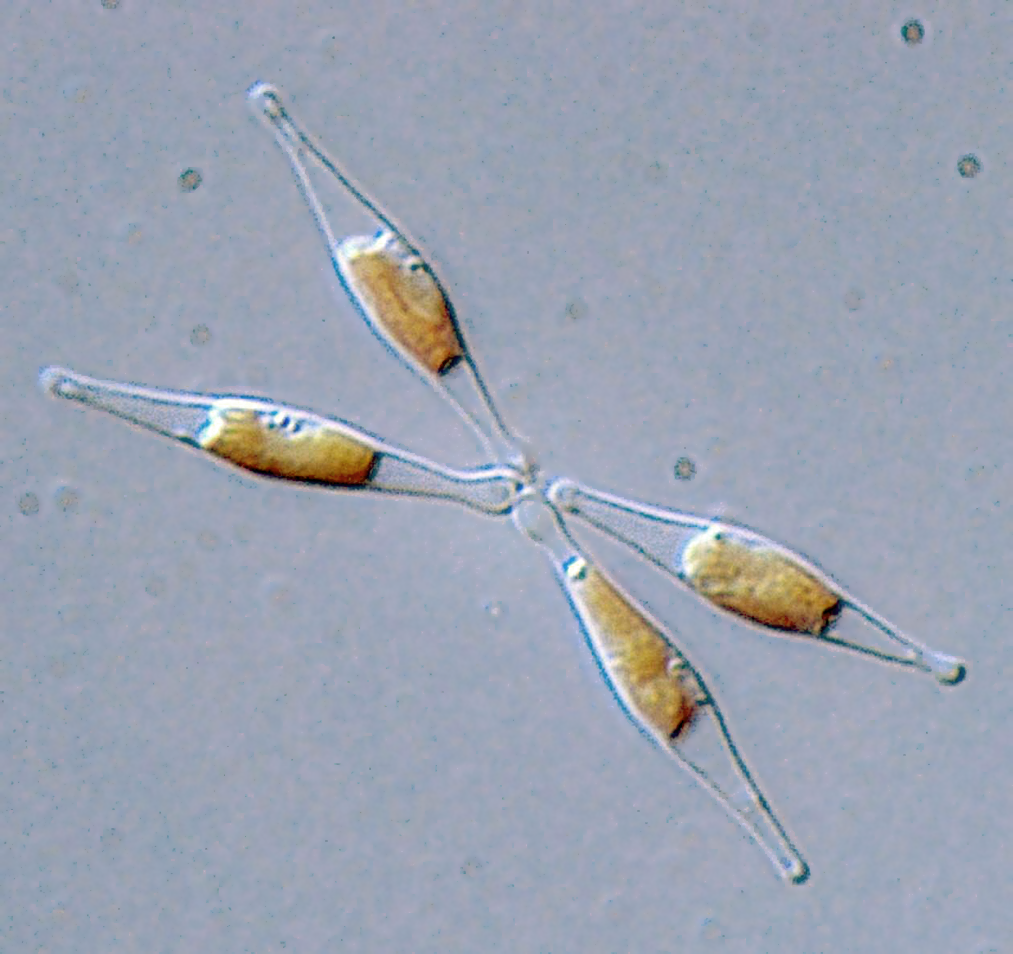
Phaeodactylum tricornutum

La gastritis es la enfermedad más común asociada al estómago y es el principio de una serie de diferentes complicaciones que pueden llevar a úlceras gástricas y, en el peor de los casos, cáncer de estómago. Esta enfermedad puede ser ocasionada por diferentes causas, desde una dieta no balanceada, hasta por el consumo de agentes agresivos o padecimiento de estrés (relacionado con una condición neurológica), lo cual es muy común en la población mexicana de la actualidad debido al ritmo de vida. Sin embargo, la causa más agresiva de la gastritis se debe a infecciones por Helicobacter pylori, bacteria que infecta el epitelio del interior del sistema digestivo humano.
Los tratamientos para combatir la gastritis incluyen medicamentos convencionales que actúan como neutralizantes de los iones hidronio en el jugo gástrico producidos por la bomba de protones, de tal manera que ayudan al estómago a mantener un balance de la condición ácida cuando hay una inflamación o úlcera. No obstante, estudios han reportado que polisacáridos de gran peso molecular provenientes de microalgas marinas, hongos y algunas hierbas, tienen un efecto relacionado con la anti-secreción de ácido y pepsina, la estimulación de la mucosa gástrica, el incremento en la producción de los niveles de prostaglandina gástrica así como la supresión de genes del tipo TNF-α (directamente involucrados en vías de señalización que desencadenan respuestas inflamatorias).
Según investigadores en la Universidad Autónoma de Coahuila en conjunto con el Instituto Politécnico Nacional (IPN), la gastritis y úlceras en humanos y la paratuberculosis que afecta a los rumiantes pueden ser resueltas mediante nutracéuticos ricos en microalgas. Este equipo de investigadores mexicanos, planea utilizar una cepa modificada de la microalga Phaeodactylum tricornutum para producir proteínas que, aunadas a los polisacáridos de gran peso molecular, contrarresten la infección por Helicobacter pylori, que afecta al epitelio gástrico humano y provoca gastritis y úlceras.

#### Empresas de biotecnología farmacéuticas mexicanas
En México existen las siguientes empresas que realizan Desarrollo Biotecnológico con aplicaciones Farmacéuticas:
PROBIOMED
Manufacturan productos de alto valor agregado como proteínas recombinantes, lo que les dio en 1999 del Premio Nacional de Tecnología (PNT), ya que no solo se dedica a la producción, sino que diseña de manera propia sus procesos, al igual que el desarrollo de medicamentos.
Desde la década de los 80 tomó el giro de ser una empresa biotecnológica, para generar a partir de la tecnología de ADN recombinante, proteínas recombinantes. Se posiciona a la empresa como la única en el país en ser fabricante de proteínas recombinantes.
Múltiples productos han sido desarrollados y comercializados por Probiomed, uno de sus productos de gran impacto fue una eritropoyetina que se utiliza como tratamiento para la enfermedad de insuficiencia renal crónica, logrando bajar su precio en el mercado, ofreciendo otra alternativa en el mercado. Actualmente gran parte de su éxito está en la producción de interferones, junto con otras proteínas recombinantes. Ochenta por ciento de la producción demandada de la vacuna de hepatitis B se hace por esta empresa con toda la producción hecha en México. En 1995 facturaron 14 millones de pesos mexicanos, cuatro años después pasaron a 79 millones de pesos. Ya para el año 2006 este número pasó a 60 millones de dólares. Es una empresa internacional exportando a 12 países: Guatemala, El Salvador, Honduras, Panamá, la República Dominicana, Perú, Bolivia, Paraguay, Uruguay, Tailandia, Pakistán y Ucrania.

PISA BIOTECH de Laboratorios Pisa, desarrolla: Anticuerpos monoclonales y otras proteínas recombinantes en especial con la empresa Biocon de la India (no confundir con la nacional Bioclon).

BIOCLON de Laboratorios Silanes, desarrolla proteínas recombinantes contra venenos tales como  de serpientes y arañas venenosas.
UDIBI Desarrolla bioterapéuticos como anticuerpo terapéuticos y otras proteínas terapéuticas, son expertos en medicina traslacional. 
NEOLPHARMA Desarrolla Anticuerpos monoclonales, otras proteínas recombinantes y moléculas pequeñas para modificaciones epigenéticas.

LANDSTEINER Scientific Desarrolla Anticuerpos monoclonales y otras proteínas recombinantes.

MAXWERK BIOTECH de Grupo Maxwerk, desarrolla células terapéuticas con ingeniería biotecnológica CRISPR y dispositivos biotecnológicos diagnósticos. Codesarrolló dispositivos diagnósticos RT-PCR y RT-LAMP así como ensayos serológicos para SARS-CoV-2 causante del COVID-19 usados por la OMS.

LIOMONT Está en 2020 en planes de desarrollo junto con la UNAM de vacunas biosimilares para algunos serotipos oncológicos del Virus del Papiloma Humano.
Es el Laboratorio que se encargará de Envasar en México la Vacuna de Astra Zeneca Oxford para Latinoamérica contra COVID-19.

### Biotecnología Verde
Este campo de la biotecnología fue uno de los primeros en despegar en México en cuanto a investigación. La biotecnología verde se centra en la agricultura como medio de explotación. Ejemplos de usos y actividades en este rubro son: la creación de nuevas variedades de plantas de interés agropecuario, la producción de biofertilizantes y biopesticidas, el cultivo in vitro y la clonación de vegetales. Actualmente se invierte mucho en México en este campo ya que se buscan hacer mejoras en alimentos.

#### Revolución verde

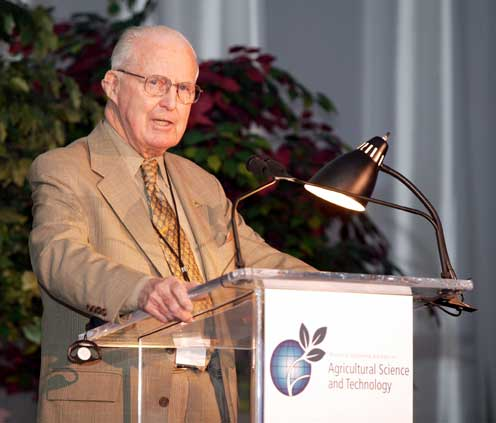
Norman Borlaug, padre de la revolución verde en México.

Si bien la biotecnología ha estado presente en las actividades del hombre por muchos años, uno de los primeros acercamientos en materia de biotecnología verde fue la investigación práctica que se llevó a cabo en México por científicos estadounidenses y la fundación Rockefeller junto con el gobierno mexicano para que México alcanzara la soberanía alimentaria entre 1950 y 1960. En ese entonces México presentaba una agricultura muy deficiente con problemas que el investigador Norman Borlaug, considerado el padre de la revolución verde, y sus colaboradores se dedicaron a resolver.
Borlaug y su equipo de investigación se centraron en la resistencia a enfermedades, adaptabilidad a diferentes condiciones agroclimáticas y la generación de plantas con fenotipos de tamaño corto (evitando inclinaciones resultantes del riego o del uso de fertilizante) del trigo y el maíz. Basándose en la genética clásica, el equipo de investigación realizó cruzamientos con plantas que contenían alelos de «paja corta». Del mismo modo se buscó incorporar en las cruzas múltiples alelos de resistencia; sin embargo, esta última idea no bastó pues los patógenos también mutan y cambian, por lo que se requirió de un conocimiento profundo en epidemiología para lograr la resistencia a las enfermedades del trigo y el maíz.
Por último, la adaptabilidad a diferentes climas se consiguió mediante el cambio de entorno. En el periodo de otoño-invierno se cultivaba los plantíos a nivel del mar y en primavera-verano a 2600 m sobre el nivel del mar en los Valles Altos de México. El resultado fueron semillas que maximizaron la productividad de los cultivos, teniendo un rendimiento de hasta sobre 70 % que el de las semillas comunes. Otra consecuencia de la Revolución verde fue la creación en 1962 del Centro Internacional de Mejoramiento de Maíz y Trigo (CIMMYT), con el objetivo de implementar y seguir con las investigaciones que trajo consigo la Revolución verde, convirtiendo a México en el laboratorio de la nueva tecnología para llevarla posteriormente al extranjero.

#### Biofungicidas para mejorar la calidad del mango

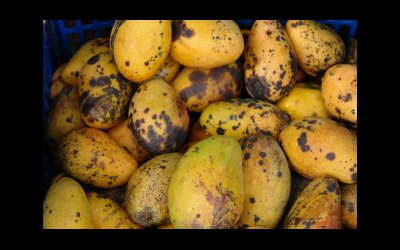
Antracnosis de mango

México es uno de los principales productores de mango a nivel mundial, pero lamentablemente solo destina el 14 % de su producción para la exportación, debido, en buena medida, a una alta incidencia de antracnosis, enfermedad más común de este fruto caracterizada por la aparición de manchas negras en la superficie de los mangos y provocada por el crecimiento del hongo Colletotrichum gloeosporioides.

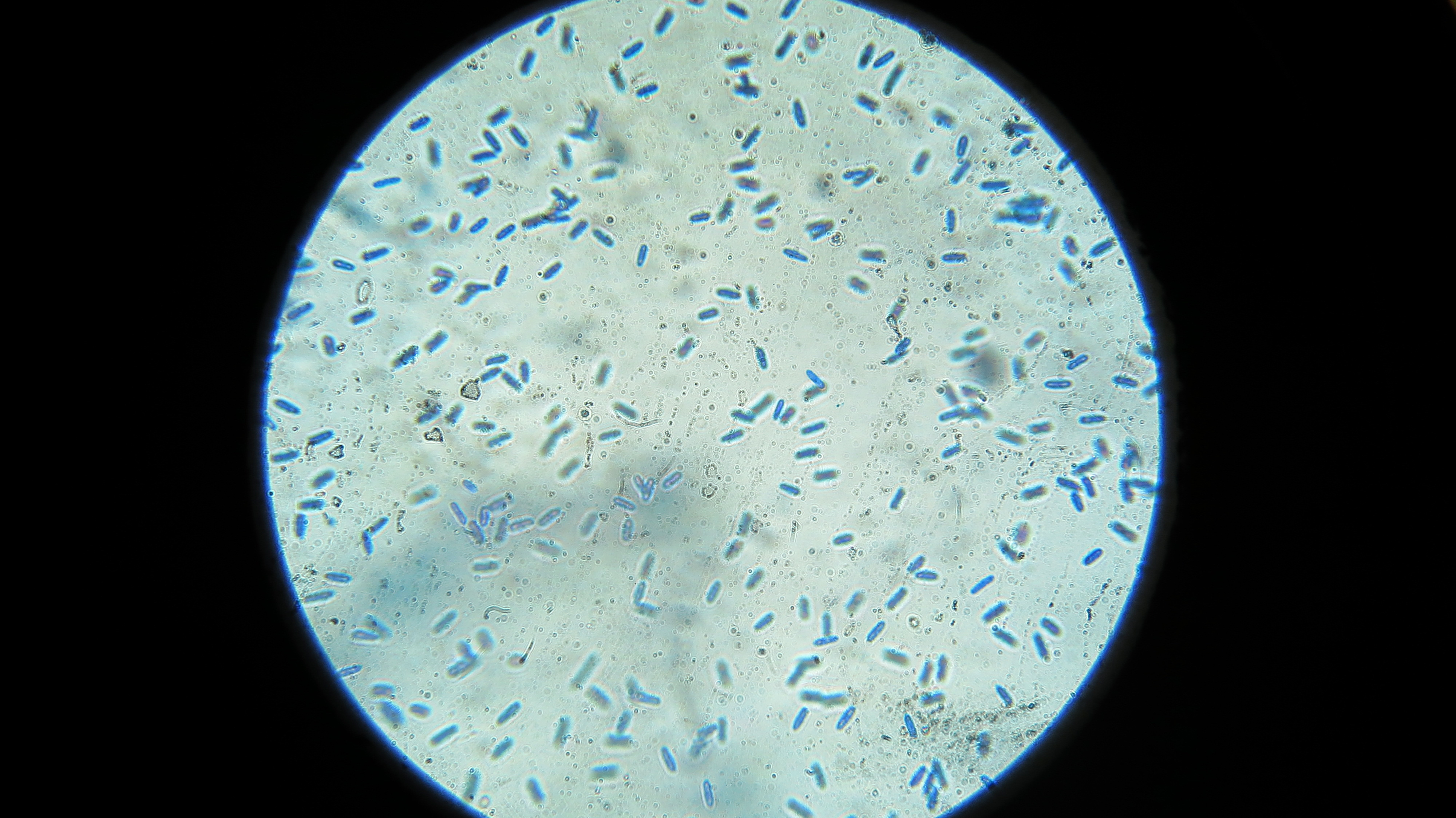
Colletotichum

Para mantener su viabilidad económica los agricultores necesitan mejorar constantemente sus procesos de cultivo, tanto para obtener mejores rendimientos, como para obtener frutos de calidad. Por ello, investigadores mexicanos crearon Fungifree AB, el primer biofungicida desarrollado y comercializado en México y ganador del premio Innovadores de América 2014 ya que su principio activo fue aislado de follaje y tiene más de dos años de vida de anaquel y con características notables en términos de su efectividad y calidad del fruto producido ay que el uso de pesticidas se reduce considerablemente.
La investigación para la creación de este agente fue liderada por la firma Agro&Biotecnia, una iniciativa que fue patrocinada por el Instituto de Biotecnología de la Universidad Nacional Autónoma de México (UNAM) y el Centro de Investigación en Alimentación y Desarrollo de Culiacán (CIAD). Inicialmente, el biofungicida estaba pensado para controlar la antracnosis en mangos; sin embargo, se ha visto que también es funcional en papaya, aguacate y frutas cítricas.

### Biotecnología azul
El desarrollo de la vida marina se ha adaptado a las extremas condiciones ambientales del mar. La biotecnología azul se ocupa de la exploración y explotación de los organismos marinos con objetivo de crear nuevos producto tales como productos farmacéuticos o enzimas industriales que puedan soportar condiciones extremas y, por consiguiente, suponer un elevado valor económico.
En México actualmente existe una empresa llamada "SALGAX" Biotecnología Marina Aplicada que se dedica a la producción de fertilizantes 100% naturales elaborados a partir de macroalgas marinas de arribazón y que tiene en desarrollo productos para las industrias cosmética, acuicultura, papel, exploración del espacio y otras. La cual ha participado tres veces en la Expocampo Yucatán, 2015, 2016 y 2018.

#### Anticuerpos de tiburón para la detección de VIH
Pensar en un tiburón que salva vidas humanas suena inusual, pero es algo científicamente posible gracias a una alianza entre investigadores y empresarios mexicanos. Gracias al trabajo del Centro de Investigación Científica y Estudios Superiores de Ensenada (CICESE) y los Laboratorios Silanes, el caracol venenoso (Conus) y el tiburón cornudo se han convertido en una auténtica fábrica de anticuerpos y toxinas con las que se podrán fabricar medicamentos y pruebas bioquímicas para otros males como la diabetes, el cáncer de mama, la artritis, la tuberculosis y el VIH.
El potencial bioquímico del tiburón cornudo (Heterodontiformes mexicanus) comenzó a ser estudiado en Ensenada a partir de la llegada del investigador Alexei Licea Navarro, quien se incorporó al centro en el año 2000 y formó un equipo de 11 investigadores después de haber concluido una estancia postdoctoral en el Instituto Scripps, de La Jolla, California, y sus estudios de doctorado en el Instituto de Biotecnología de la UNAM, en Cuernavaca, Morelos. El conocimiento que obtuvo en sus investigaciones previas con anticuerpos de ratón y alacrán para producir vacunas y pruebas de detección fue trasladado al manejo de especies marinas y así comenzó el primer gran proyecto de extracción de fármacos del tiburón.

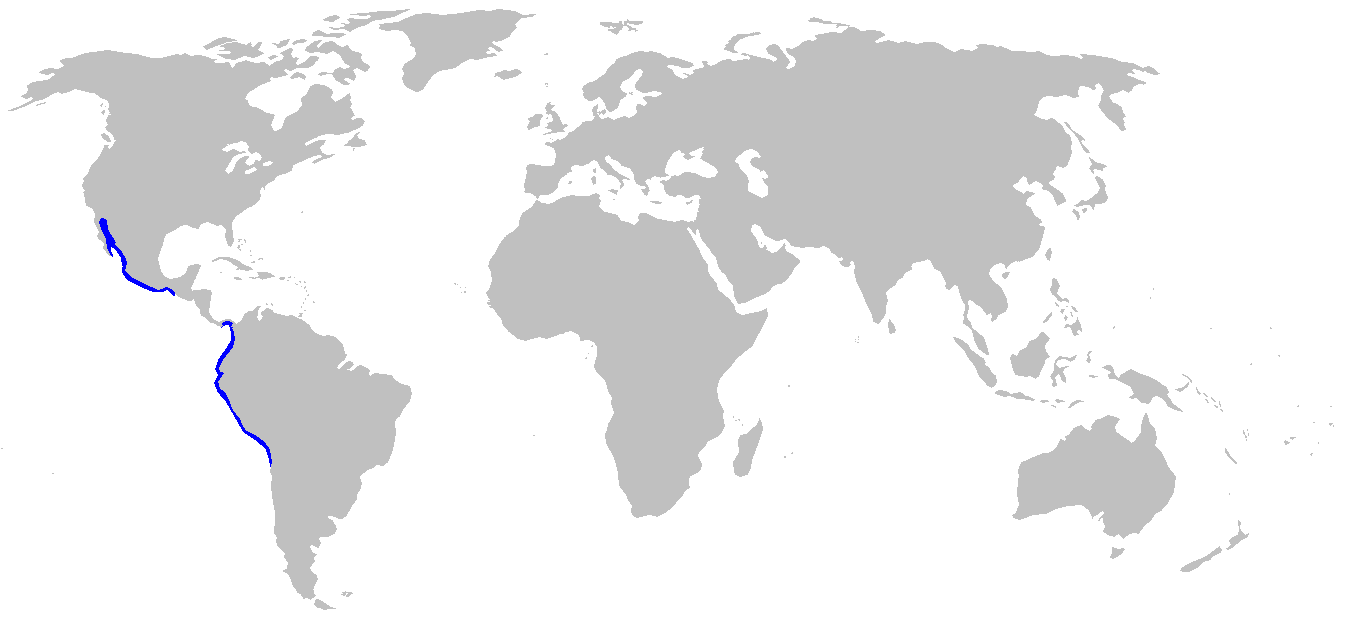
Ubicación del Heterodontus mexicanus

Ahora, Amanda Dávila Lezama, estudiante del posgrado en Biotecnología Marina CICESE, desde 2006 trabaja en el "Desarrollo de una prueba de detección para VIH-1 con anticuerpos de tiburón por medio de hemoaglutinación". Este proyecto tiene el objetivo de realizar una prueba de detección para VIH-1 utilizando una proteína quimérica, en este caso, se trata de un fragmento de anticuerpo de tiburón VNAR fusionado a la proteína p24. Esta prueba tendrá el mismo fundamento de hemoaglutinación empleada en la tipificación sanguínea.
Actualmente la detección de VIH-1 depende de pruebas serológicas como la EIA (por sus siglas en inglés, Enzyme Inmuno Assay) y el Western Blot, que es una prueba confirmatoria. Sin embargo, estas pruebas tienen la desventaja de requerir una minuciosa preparación de muestras, personal capacitado y consumen mucho tiempo y reactivos, prolongando la obtención de resultados. De ahí que esta propuesta tenga como finalidad implementar una técnica rápida para la detección de VIH-1 que, además de poder aplicarse en campo sin requerir de personal capacitado, muestre resultados en 20 minutos.

### Biotecnología Blanca
La biotecnología blanca es aquella aplicada a procesos industriales, es decir, la aplicación de las herramientas de la naturaleza a la industria. Esta categoría es muy amplia y engloba muchos sectores, incluyendo el sector químico, alimentario, del medioambiente, y de la energía. Generalmente, este sector, está buscando reemplazar a las tecnologías contaminantes por otras más limpias o amigables con el ambiente y para ello se vale de organismos vivos y enzimas para obtener productos más fáciles de degradar, y que requieran menos energía y generen menos desechos durante su producción.

#### Microalgas como fuente de combustible
La situación actual debida al agotamiento de los combustibles fósiles, incremento del precio del petróleo y dificultades ambientales, demanda urgentemente fuentes alternas de energía siendo una opción promisoria el biodiésel, biocombustible producido primordialmente a partir de aceites provenientes de plantas oleaginosas, cuya disponibilidad desafortunadamente, es incapaz de sustituir el mercado de petrodiésel en México y el mundo. El uso de microalgas para la producción de biodiésel es una alternativa ventajosa debido al elevado contenido de lípidos y perfil idóneo para la obtención del biocombustible que éstas ofrecen.
Las microalgas son un conjunto heterogéneo de microorganismos fotosintéticos unicelulares procariontes (cianobacterias) y eucariontes, que se localizan en hábitats diversos tales como aguas marinas, dulces, salobres, residuales o en el suelo, bajo un amplio rango de temperaturas, pH y disponibilidad de nutrientes. Además, se les considera responsables de la producción del 50 % del oxígeno y de la fijación del 50 % del carbono en el planeta.
La producción de bioenergía a partir de microalgas fue contemplada desde los años cincuenta, sin embargo a partir de la crisis energética de 1975, el potencial económico de esta tecnología fue reconocido por varios países como EUA, Japón y Australia. Hoy, la tecnología de microalgas es una alternativa prometedora, ya que para satisfacer el 100 % de la demanda actual de diésel de petróleo en México, sería necesario emplear solamente el 1 % de la extensión total del país (ver tabla), al considerar el rendimiento lipídico y la independencia a la calidad de los suelos por parte de los cultivos de microalgas. La Dra. María Concepción Lora Vilchis, quien participa dentro de este grupo multidisciplinario, dijo en una entrevista que para producir biogás en México, se ha planteado la posibilidad de aprovechar los nutrientes de las aguas residuales del arroyo Papas, localizado en la subcuenca del río Sordo en Xalapa, Veracruz.

## Marco legal de la biotecnología
Aunada a la evolución de la biotecnología moderna, han surgido crecientes preocupaciones e incertidumbre en diversos sectores de la población, incluidos miembros de la comunidad científica y humanista, en el sentido de que cierto tipo de aplicaciones biotecnológicas deben ser sujetas a una evaluación para prevenir posibles riesgos, así como contar con mecanismos de monitoreo y control para proteger a los ecosistemas y la salud humana.
Estas preocupaciones e incertidumbre se deben principalmente a que las técnicas que utiliza la biotecnología moderna permite la creación de organismos genéticamente modificados (OGMs) y en particular, mediante técnicas de la ingeniería genética, la transferencia de material genético entre organismos de diferentes especies, lográndose así la construcción de los llamados organismos transgénicos. De esta forma, es como se hace necesaria la regulación de los productos biotecnológicos así como la regulación de las investigaciones clínicas para llevarlos a cabo, ya que son mucho más complejos, estructural y funcionalmente, que cualquier otro químico/producto convencional.

### Regulación de la investigación experimental en el mundo
Cuando una compañía biotecnológica desarrolla un nuevo producto, el proceso comienza en los tubos de ensayo y luego es escalado a pruebas con animales. Estas pruebas dan a los investigadores una idea sobre la eficiencia del medicamento a un nivel celular similar al del hombre, y pueden predecir y en su caso estudiar los efectos secundarios que puedan presentarse. Si los resultados de las primeras pruebas parecen ser buenos, la compañía diseña estudios para probar el producto en humanos. Estos ensayos se dividen en tres etapas las cuales se conocen como ensayos de fase I, fase II y fase III.
Cabe señalar que en 2008, Estados Unidos abandonó la Declaración de Helsinki y la reemplazó por el Good Clinical Practice de la ICH (International Conference on Harmonisation of Technical Requirements for Registration of Pharmaceuticals for Human Use).

### Regulación de la investigación experimental en México
Hoy en día, es necesario contar con marcos jurídicos que regulen el uso adecuado y responsable de las tecnologías. En México, la reglamentación de productos biotecnológicos se basa primeramente en la Constitución Política de los Estados Unidos Mexicanos, misma que establece las líneas generales que tienen que seguir las dependencias gubernamentales, la Ley General de Salud, la Ley Federal de Sanidad Vegetal, la Ley Federal sobre Metrología y Normalización, la Ley Federal sobre Producción, Certificación y Comercio de Semillas, y diversas normas oficiales entre otros ordenamientos reglamentarios.
La Secretaría de Salud, al reformar la Ley General de Salud en 1997, intentó responder al impacto de las nuevas tecnologías en el ámbito de la investigación médica aplicada a la reproducción humana y la experimentación con material genético, pero lamentablemente sigue existiendo un vacío legal en torno a muchos aspectos biotecnológicos, ya que los avances científicos están muy por delante de la legislación.
Más adelante, la Ley de Bioseguridad, inicialmente propuesta por el PRD y aprobada el 14 de febrero de 2005 en la Cámara de Senadores, suponía la incorporación al marco jurídico y normativo mexicano de las previsiones contenidas en el Protocolo de Cartagena, y la creación de la Comisión Intersecretarial de Bioseguridad. El Comité de Biotecnología de la Academia Mexicana de Ciencias (AMC), integrado por académicos de varias instituciones y empresas; apoyaron al Congreso de la Unión en la tarea de elaborar y discutir dicha Ley de Bioseguridad.

## Laboratorios e instituciones líderes en biotecnología

### UNAM
La Universidad Nacional Autónoma de México (UNAM) ofrece dentro de sus planes de estudio una maestría en biotecnología.
El ancestros de la carrera de biotecnología es la bioquímica y la ingeniería en bioquímica. El médico José Laguna García fue uno de los grandes impulsores y dentro de sus logros se encuentra el primer posgrado en bioquímica del país, dentro de la facultad de Química y posteriormente en la de Medicina en la UNAM en 1967. El posgrado se transformó después en carrera y eventualmente debido al éxito de muchos académico dentro y fuera del país la UNAM en 1982 crea el Centro de Investigación sobre Ingeniería Genética y Biotecnología, comenzando con 9 investigadores, para 1990 el número ascendió a 38, siendo apoyados también por 35 técnicos académicos y 80 estudiantes. En 1991 es transformado en el Instituto de Biotecnología (IBt) y cuenta actualmente con 93 investigadores, 70 técnicos académicos y más de 180 estudiantes. Desde su formación se han elaborado 1600 publicaciones. La investigación está enfocada principalmente en la caracterización, la función, la sobreproducción, el manejo y la utilización de proteínas y ácidos nucleicos. Actualmente tiene cinco departamentos: Bioingeniería, Biología Molecular de Plantas, Genética y Fisiología Molecular, Microbiología Molecular, y Reconocimiento Molecular y Bioestructura.
Dentro de los logros de la institución, se encuentra el registro de 191 patentes, dentro del país y en el extranjero, de las cuales 77 se han obtenido.
El instituto de biotecnología está localizado en la ciudad de Cuernavaca en el estado mexicano de Morelos.

### CINVESTAV
El Centro de Investigación y de Estudios Avanzados del Instituto Politécnico Nacional (CINVESTAV-IPN) como su nombre lo dice es un organismo que pertenece a la universidad pública Instituto Politécnico Nacional (IPN), que ha tomado gran interés por la biotecnología. En 1972 el Dr. Carlos Casas Campillo , profesor de la Escuela Nacional de Ciencias Biológicas,  tuvo la tarea de fundar el Departamento de Biotecnología. Lo que llevó al primer grupo de investigadores y docentes del país en esta rama de la ciencia e ingeniería. Cuenta con tres líneas de investigación: Biotecnología Ambiental, Biología Molecular y Biocatálisis y por último Bioprocesos y Bioproductos. Cada una cuenta con un número entre cinco a nueve investigadores, sin mencionar a los estudiantes que participan con ellos en múltiples proyectos, dentro de sus instalaciones se cuenta con 20 laboratorios. El departamento de biotecnología se encuentra en la Ciudad de México.
Gracias a un programa de descentralización del CINVESTAV se hizo posible la creación en 1981 del CINVESTAV Unidad Irapuato, en la ciudad cuyo nombre menciona en el estado de Guanajuato. El porqué de la localización en la zona del bajío responde a que el principal foco de esta unidad es la biotecnología agrícola siendo cercanas la zonas donde la tecnología pueda ser probada y desarrollada. La Unidad de Irapuato incluye la Unidad de Biotecnología e Ingeniería Genética y al Laboratorio Nacional de Genómica para la Biodiversidad (Langebio).

### INMEGEN
Gracias al esfuerzo conjunto de la Universidad Nacional Autónomo de México, el Consejo Nacional de Ciencia y Tecnología de la Secretaría de Salud, y la Fundación Mexicana para la Salud surge en el año 2004 el Instituto Nacional de Medicina Genómica (INMEGEN). Cuyo principal objetivo es la investigación genómica, para así identificar en la población mexicana que personas son más propensas a tener enfermedades comunes. Sus principales focos de investigación son la diabetes, enfermedades cardiovasculares, obesidad, asma, cáncer entre otras.

## Investigadores destacados

### Francisco Gonzalo Bolívar Zapata

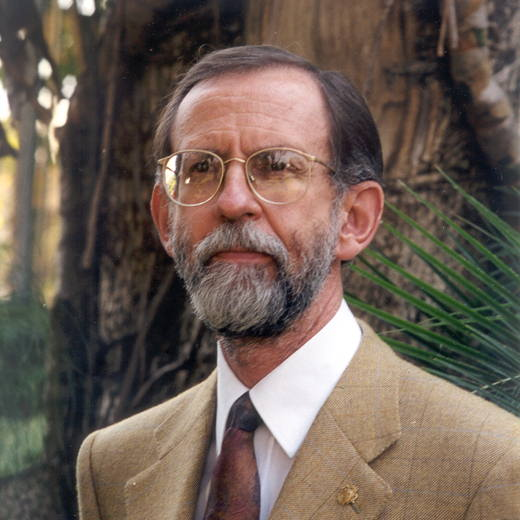
Dr. Francisco Gonzalo Bolívar Zapata

Nacido en la Ciudad de México en 1948, obtuvo su doctorado en Bioquímica en la UNAM. En 1976 fue el encargado de un grupo de investigadores en diseñar y fabricación de moléculas de ADN llamados plásmido que posteriormente serían utilizados para la obtención de proteínas humanas en bacterias, mediante la inserción del mismo en la bacteria, específicamente en la bacteria Escherichia coli. El plásmido obtenido lleva su nombre, denominado pBR322 (abreviación de plásmido Bolívar-Rodríguez). El plásmido fue utilizado en un principio para la producción de insulina y somatostatina. Después continuó su investigación para mejorar dichos mecanismos.
Hoy en día el plásmido pBR322 y sus derivados son usados en la mayor parte de laboratorios de Biotecnología en el mundo. 
Ha publicado más de 200 artículos en revistas y libros. Obteniendo más de 13 000 citas de ellos a nivel mundial. En 1982 se le nombró director del recién creado Centro de Investigación sobre Ingeniería Genética y Biotecnología de la UNAM.
Durante el gobierno del presidente Enrique Peña Nieto, se le nombró el 3 de abril de 2013 como el coordinador de Ciencia, Tecnología e Innovación.

### Luis Rafael Herrera Estrella
Nacido en la Ciudad de México en 1956, obtuvo su maestría en el Centro de Investigación y de Estudios Avanzados del IPN en Genética y Biología Molecular. Su doctorado lo realizó en la Universidad de Gante en Bélgica en Genética de plantas, su tesis doctoral le otorgó el premio Minuro y Ethel Tsutsui, que se le otorga la academia de Ciencias de Nueva York a la mejor tesis de doctorado a nivel internacional. La misma investigación llevó al desarrollo de las primeras plantas modificadas genéticamente. Por ello sus investigaciones son fundamentales en el desarrollo de la biología molecular y biotecnología de plantas. El grupo de investigación actuó en forma conjunta con la compañía Monsanto trabajando con la bacteria Agrobacterium tumefaciens, lograron comprobar que genes foráneos fueron insertados en una planta. En 1986 regresa de la Universidad de Gante para fundar y organizar el Departamento de Ingeniería Genética de la Unidad Irapuato del Cinvestav. Su investigación en el país latinoamericano está más enfocada en resolver problemas de México y de Latinoamérica, un ejemplo de ello es la elaboración de un frijol transgénico con resistencia a uno de los patógenos que más causaba pérdidas en este cultivo. Continuó trabajando en mejoras a otras plantas de interés para los países latinos como la papaya, el maíz, entre otras.
Después de múltiples publicaciones, sus trabajos han recibido más de 4500 citas a nivel internacional. También es coinventor de siete patentes internacionales, siendo uno de los tres inventores más destacados de México.

## Estadísticas (2000-2010): Lo que falta por hacer

### Inversión en investigación tecnológica
Para analizar este rubro, resulta conveniente analizar los indicadores disponibles de las actividades de ciencia y tecnología en un contexto global, ya que permiten cuantificar los efectos de las políticas públicas en el Sistema Nacional de Ciencia y Tecnología, y ubicar el estado de la infraestructura científica y tecnológica de México en relación con la situación del resto de los países.
El indicador básico de las actividades de ciencia y tecnología es el Gasto Interno en Investigación y Desarrollo Experimental (GIDE); en él se plasma el esfuerzo de un país en la canalización de recursos a las actividades de generación del conocimiento básico y aplicado. El GIDE es sin duda el más representativo de lo que los indicadores económicos relativos al gasto en Ciencia y Tecnología, cuando se establece el avance en Biotecnología, un área que en la realidad está relacionada con lo que se conoce como Investigación, Desarrollo e Innovación.
Lamentablemente, México cuenta con un GIDE per cápita muy bajo en relación con los principales países de la OCDE. Fuera de esta organización, en el ámbito latinoamericano, Chile (76.98 dólares PPP), Brasil (75.85 dólares PPP) y Argentina (57.49 dólares PPP) superan a México (54 dólares PPP) en este indicador de insumo.
En términos generales podríamos decir que el escaso desarrollo de la biotecnología en México constituye sin lugar a dudas, un claro ejemplo de las consecuencias de la aplicación de un bajo GIDE.

### Patentes solicitadas
Si bien la producción científica en la forma de publicaciones constituye un indicador de calidad para el académico, la producción de patentes tiene un mayor significado en lo que se refiere a la productividad del conocimiento generado. El número de patentes solicitadas por los residentes de un país a la institución oficial, en el caso de México, el Instituto Mexicano de la Propiedad Industrial (IMPI), que controla los derechos de propiedad industrial, constituye un reflejo de la producción tecnológica, ya que mediante las patentes se evidencia gran parte de los avances tecnológicos sujetos de explotación comercial, obtenidos por los países a través del tiempo.
Las cifras que para México existen en materia de patentes, son pobres, ya que los indicadores de coeficiente de inventiva (número de patentes solicitadas por cada 10,000 habitantes) y tasa de dependencia (porcentaje de patentes que son solicitadas por nacionales y no extranjeros) son extremadamente pobres. Por ejemplo, para 2004, el coeficiente de inventiva mexicano era de 0.05, mientras para Corea era de 21.9. Además, la gran tasa de dependencia con una magnitud para el 2004 de 22.35 % implica que la mayoría de las patentes generadas en México se realizan por empresas internacionales que desarrollan su tecnología en territorio mexicano, mas no por empresas nacionales.

### Sector académico

#### Maestrías y Doctorados
En el 2008, según las estadísticas del CONACyT se encontraban registrados 10 programas de doctorado directo, 300 programas de doctorado posterior a maestría, 498 programas de maestría y 51 programas de especialidad. Específicamente en el campo de la Biotecnología, se identificaron 14 programas de maestría y 8 de doctorado. Adicionalmente se identificaron 48 programas de maestría y 21 de doctorado, relacionados con áreas de la biotecnología, o relacionadas estrechamente con ella; tales como Bioquímica, Biología, Bioprocesos, Farmacología, Genética y Alimentos.

#### Licenciaturas
En años recientes, con un enfoque más específicamente ligado a biotecnología de tercera y cuarta generación, se han creado en mayor medida en instituciones del Sistema Educativo Tecnológico del país, con planteles existentes en varias entidades federativas. En este grupo se ubican carreras del propio Instituto Politécnico Nacional, la Universidad Autónoma de Nuevo León así como de Institutos Tecnológicos privados, como el Tecnológico de Monterrey, la Universidad Anáhuac, la Universidad La Salle  y del Sistema de Universidades Politécnicas.

#### Distribución geográfica de las instituciones académicas
La tercera parte de los programas de doctorado en biotecnología y áreas afines, se encuentran ubicados en la Región Centro del País, que comprende el Distrito Federal, al occidente el Estado de México, al sur Morelos y Guerrero, y al norte los Estados de Querétaro y San Luis Potosí. La suma de los programas doctorales de biotecnología y biociencias de la Región Centro y la Región Occidente (Jalisco, Michoacán, Guanajuato, y Estados circunvecinos), constituye el 46 % del total de los programas que se ofrecen. Constituyen además los programas más importantes, tanto en tamaño como en calidad de grupos de investigación, pues incluyen la mayor parte de los que ofrecen las mayores instituciones del país: UNAM, IPN, CINVESTAV, UAM, así como buena parte de los Centros CONACYT.

#### Áreas de aplicación
La mayor parte de los programas de doctorado que en biotecnología y biociencias se ofrecen en nuestro país, se orientan a las áreas ambiental (39 %), e Industrial (30 %), las cuales en conjunto son tema principal de los programas académicos de casi el 70 % de los programas doctorales referidos.

### Empresas
Existen más de 90 empresas biotecnológicas en México, sin contar las que están estrechamente relacionadas con ella o hacen uso de los productos o del conocimiento. Todas ellas tienen diferentes enfoques la de mayor importancia teniendo 30 de ellas están en la rama de la agricultura como fue previamente mencionado es esta línea la de mayor explotación, dentro de ellas se encuentran las empresas de agrobiotecnología. Estas empresas se dedican por ejemplo a la micropropagación vegetativa (café, agave, plátano), otro grupo importante se dedica a la generación de insumos biológicos con aplicaciones agrícolas (crecimiento y protección de plantas).
El sector pecuario, debido a las normas estrictas establecidas ha generado que la biotecnología crezca en México, mediante insumos de prevención y control de enfermedades en los animales. De igual manera para la nutrición de los mismos.
En cuanto a la industria alimentaria,  el mayor número de empresas están relacionado con la fermentación clásica, que realmente tiene poco valor agregado, sin embargo la industria alimentaria está muy relacionada con la biotecnología y México cuenta con grandes multinacionales. No solo se limitan a alimentos, algunas tomaron el giro de la producción de enzimas o pro y prebióticos.
Aquellas empresas involucradas con productos de alto valor agregado, como son las que trabajan con la tecnología de ADN recombinante son escasas, sin embargo presentan un actual crecimiento importante y se han solidificado hasta convertirse en trasnacionales. Estas empresas hacen uso de fermentaciones para la generación de antibióticos, proteínas recombinantes o fármacos.
Por otro lado otro sector importante dónde se elabora la biotecnología en México es el sector de investigación y desarrollo. En 2004 existían 98 instituciones que se enfocan a esto. De igual manera de dicha instituciones 60 % ejercen investigación y desarrollo está enfocado a la agricultura,  30 % a materia primas y alimentación, 30 % en salud.